# Vincent Lafforgue

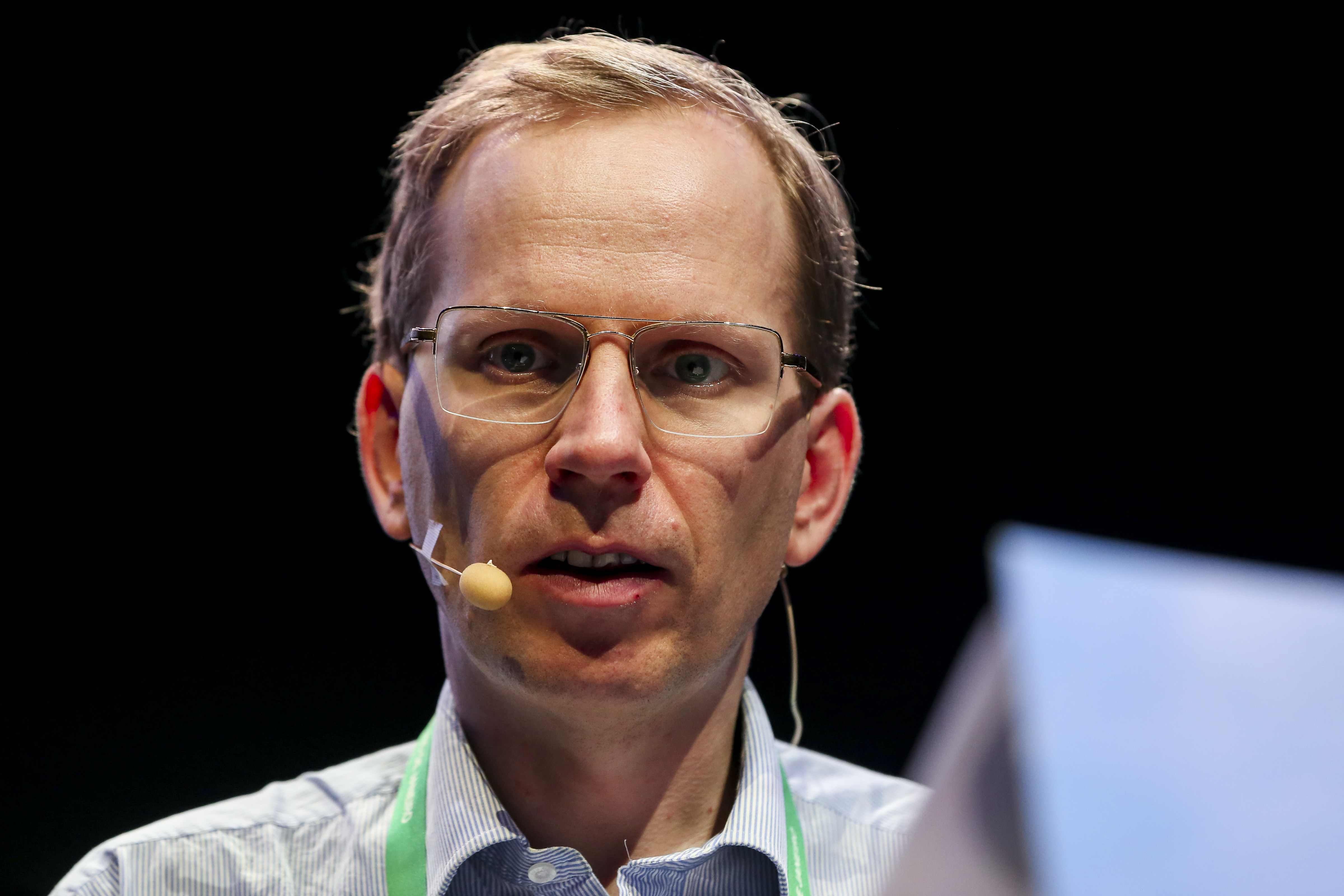
Vincent Lafforgue auf dem Internationalen Mathematikerkongress 2018

Vincent Lafforgue (* 20. Januar 1974) ist ein französischer Mathematiker.

## Leben
Lafforgue gewann 1990 und 1991 die Mathematikolympiade (Goldmedaille mit maximaler Punktzahl). Er studierte 1992 bis 1996 an der École normale supérieure, an der er 1996/97 und 1998/99 Agrégé préparateur war, war 1997/98 (in Ableistung des Service national) am Zentrum für theoretische Physik des CNRS in Saclay, und wurde 1998 an der Universität Paris-Süd in Orsay bei Jean-Benoît Bost promoviert (K-théorie bivariante pour les algèbres de Banach et conjecture de Baum-Connes). 2009 habilitierte er sich an der Universität Paris VII (Denis Diderot) (Conjecture de Baum-Connes, théorie de Fontaine en caractéristique p, et programme de Langlands géométrique). Ab 1999 war er Chargé de Recherches des CNRS am Institut de Mathématiques de Jussieu der Universitäten Paris 6 und 7. Ab 2010 war er Forschungsdirektor des CNRS an der Universität Orléans.
Er erzielte wichtige Resultate in der K-Theorie der Operatoralgebren: in seiner Dissertation bewies er die Baum-Connes-Vermutung für spezielle Gruppen und erzielte damit bezüglich dieser Vermutung, die eine zentrale Rolle in der nicht-kommutativen Geometrie spielt, einen Durchbruch. 2000 erhielt er dafür den EMS-Preis und er erhielt den Prix Peccot, 2014 den Prix Servant. 2002 war er Invited Speaker auf dem Internationalen Mathematikerkongress in Peking (Banach-KK-Theory and the Baum-Connes conjecture). 2018 ist er Plenarsprecher auf dem ICM in Rio (Shtukas for reductive groups and Langlands correspondence for function fields).
Sein Bruder ist der Mathematiker (Gewinner der Fields-Medaille) Laurent Lafforgue.

## Auszeichnungen (Auswahl)
- 2019: Breakthrough Prize in Mathematics[2]

## Schriften (Auswahl)
- mit Nigel Higson, Georges Skandalis: Counterexamples to the Baum-Connes conjecture. Geom. Funct. Anal. 12 (2002), no. 2, 330–354.
- K-théorie bivariante pour les algèbres de Banach et conjecture de Baum-Connes. Invent. Math. 149 (2002), no. 1, 1–95.
- mit Jacob Fox, Michail Leonidowitsch Gromow, Assaf Naor und János Pach:  Overlap properties of geometric expanders. J. Reine Angew. Math. 671 (2012), 49–83.
- Chtoucas pour les groupes réductifs et paramétrisation de Langlands globale. J. Amer. Math. Soc. 31 (2018), 719–891.